# Quảng Trực
Quảng Trực là một xã thuộc tỉnh Lâm Đồng, Việt Nam.

## Địa lý
Xã Quảng Trực nằm ở phía bắc tỉnh Lâm Đồng, có vị trí địa lý:
- Phía đông giáp xã Tuy Đức và xã Quảng Tân
- Phía tây giáp xã Bù Gia Mập, tỉnh Đồng Nai
- Phía nam giáp xã Đak Nhau, tỉnh Đồng Nai
- Phía bắc giáp xã Dakdam và xã Senmonorom, huyện Ou Reang, tỉnh Mondulkiri, Campuchia.

Xã có diện tích 558,78 km², dân số năm 2025 là 11.168 người, mật độ dân số đạt 20 người/km².
Phía bắc xã có cửa khẩu Bu Prăng thông thương với Campuchia.

## Hành chính
Xã Quảng Trực được chia thành 11 bon: Bu Dăr, Bu Gia, Bu Krắk, Bu Lum, Bu Nung, Bu Prăng 1, Bu Prăng 1A, Bu Prăng 2, Bu Prăng 2A, Bu Sóp, Đắk Huýt.

## Lịch sử
Sau năm 1975, Quảng Trực là một xã thuộc huyện Đắk Nông, tỉnh Đắk Lắk.
Ngày 22 tháng 2 năm 1986, Hội đồng Bộ trưởng ban hành Quyết định 19-HĐBT. Theo đó, chuyển xã Quảng Trực về huyện Đắk R'lấp mới thành lập.
Ngày 22 tháng 11 năm 2006, Chính phủ ban hành Nghị định 142/2006/NĐ-CP. Theo đó, chuyển xã Quảng Trực về huyện Tuy Đức mới thành lập.